# 22-й корпусной авиаотряд (корпусная эскадрилья)
22-я эскадрилья (22-й корпусной авиаотряд) — авиационное формирование (воинская часть, эскадрилья (корпусной авиационный отряд)) ВВС РККА, сформированное на базе ВВС Эстонской республики.

## История
В конце августа 1940 года на основе частей эстонской национальной армии был сформирован 22-й территориальный (эстонский) стрелковый корпус РККА ВС Союза ССР под командованием генерал-майора А. С. Ксенофонтова. Всем солдатам и офицерам сохранили форму одежды эстонской армии образца 1936 года, на которую были нашиты советские знаки различия.
В сентябре 1940 года в 22-й эстонский стрелковый корпус была включена и 22-я эскадрилья (22-й корпусной авиаотряд), укомплектованная пилотами бывшей эстонской авиации. Она имела 5 самолётов Hawker Hart и 7 Henschel Hs 126B. Остальные эстонские гражданские и военные самолёты, включая Ju-52/тЗ, ранее принадлежавшие эстонской национальной авиакомпании, были перегнаны на территорию РСФСР.
В октябре 1940 года в 22-м эстонском стрелковом корпусе, в том числе и в 22-й эскадрилье, начались занятия и учения по уставам и наставлениям РККА. В декабре всему эстонскому командному составу бывшей эстонской армии, зачисленному в кадры Красной Армии, были присвоены советские воинские звания, а 23 февраля 1941 года личный состав корпуса принял советскую воинскую присягу.
22-ю эскадрилью тоже коснулось начавшееся в Прибалтике искоренение «классовых врагов». К лету 1941 года многие представители местной буржуазии и зажиточного крестьянства, были арестованы органами НКВД, а их имущество конфисковано. Подобные действия вызвали среди лётного состава, имеющего преимущественно, не пролетарское происхождение, отрицательные настроения: «Преобладающим настроением в эскадрилье, так же как и везде вокруг, было чувство безнадёжности. Аресты были ежедневным явлением, и никто не знал, что будет завтра».
22 июня началась Великая Отечественная война. Уже 24 июня части вооружённых сил Германии (вермахта) вошли в Вильнюс и продолжали быстро продвигаться в направлении Ленинграда. 26 июня 22-й эстонский корпус получил приказ сосредоточиться в районе города Порхова, в 72 км восточнее Пскова, чтобы к 29 июня организовать оборону вдоль шоссе Подсевы — Славковичи — Махновка.
27 июня пилотам 22-й эскадрильи было приказано отбыть в РСФСР, как официально было подчеркнуто, «для переподготовки». Однако большинство эстонского летного состава так и не выполнило этого приказа. 85 % летного персонала (около 45 человек) — ушли в лес и присоединились к так называемым «лесным братьям».
Впоследствии, после оставления территории Эстонии Красной армией, большинство из них служило в эстонских подразделениях люфтваффе.

## Летательные аппараты
| Тип             | Производство        | Назначение | Количество | Примечания |          |
| Самолёты        | Самолёты            | Самолёты   | Самолёты   | Самолёты   | Самолёты |
| --------------- | ------------------- | ---------- | ---------- | ---------- | -------- |
| Hawker Hart     | Великобритания 1928 | разведчик  | 5          |            |          |
| Henschel Hs 126 | Германия 1936       | разведчик  | 7          |            |          |

## Командиры
- Ханс Китвель[эст.], подполковник
- Пеэтер Юхалайн[эст.], майор